# Ankazoabo (stad)
Ankazoabo is een stad in Madagaskar, gelegen in de regio Atsimo-Andrefana. De stad telt 24.254 inwoners (2005).

## Geschiedenis
Tot 1 oktober 2009 lag Ankazoabo in de provincie Toliara. Deze werd echter opgeheven en vervangen door de regio Atsimo-Andrefana. Tijdens deze wijziging werden alle autonome provincies opgeheven en vervangen door de in totaal 22 regio's van Madagaskar.